# C'era una volta in Inghilterra
C'era una volta in Inghilterra (Once Upon a Time in the Midlands) è un film del 2002 diretto da Shane Meadows.
Con i toni della commedia, il film racconta la storia di un uomo che dopo tre anni torna nella famiglia che ha lasciato, reclamando il posto di marito e di padre. Ma col tempo molte cose sono cambiate.

## Trama
Jimmy, uno spiantato piccolo delinquente, vede uno show televisivo nel quale, Dek, il compagno della sua ex moglie, ottiene da questa un rifiuto alla sua proposta di matrimonio.
Per Dek è un colpo micidiale, mentre Jimmy, cui la sola visione di Shirley dopo tre anni aveva già riacceso sentimenti sopiti, si sente incoraggiato a rimettersi in gioco.
Portato a segno un colpo del quale detiene l'intero malloppo, essendo i suoi tre compagni fermati dalla polizia, Jimmy lascia Glasgow e si dirige verso le Midlands per tornare dalla moglie e dalla figlia.
L'arrivo di Jimmy mina definitivamente le poche certezze di Dek che sente sfuggire progressivamente Shirley. Questa è effettivamente turbata dal ritorno di Jimmy e, dopo le iniziali resistenze, decide di tornarvi insieme. Dek, allora, con il cuore spezzato, abbandona tutto, ma prima che lasci la città, è raggiunto da Marlene che, nel giorno del suo dodicesimo compleanno, chiede una prova di carattere al patrigno, con il quale è legatissima, perché faccia fare un passo indietro al padre, cui non perdona l'abbandono precedente.
Dek, grazie alla forza datagli dalla bambina, torna da Shirley per riprendersela. La donna, quando vede di fronte a sé la bella famiglia che ha creato con Dek, capisce l'errore che sta facendo. A questo punto a Jimmy non resta che andarsene definitivamente.

## Produzione

### Riprese
Il film è stato girato interamente tra Nottingham e il Nottinghamshire.

## Distribuzione
Uscito nel Regno Unito l'8 settembre 2002, è arrivato nelle sale americane il 31 agosto 2003 e in quelle italiane il 27 agosto 2004.